# Inner Child
Albums de Shanice
Discovery
(1987) 21... Ways to Grow
(1994)
Singles
1. I Love Your Smile
Sortie : 22 octobre 1991
2. I'm Cryin'
Sortie : 18 février 1992
3. Silent Prayer
Sortie : 28 avril 1992
4. Lovin' You
Sortie : 11 août 1992

Inner Child est le deuxième album studio de la chanteuse de RnB américaine Shanice sorti en 1991. Cet opus reste en date le plus grand succès de Shanice avec les singles I Love Your Smile et Silence Prayer en duo avec Johnny Gill.

## Développement
Inner Child est publié le 19 novembre 1991 aux États-Unis, et devient le premier album Shanice à sortir au label Motown Records. L'album atteint la 13e place sur le Top RnB Albums du Billboard. L'album est certifié disque d'or, faisant de l'album le plus grand succès de Shanice bien que l'album ait reçu des critiques généralement mitigées.

## Accueil
L'album contient au total 15 titres dont quartes sortis en singles qui ont connu un franc succès. Le premier single I Love Your Smile culmine à la 2e place des Pop Charts, et à la première place au classement RnB. Le single apparaît une deuxième fois sous une version remixée de Hakeem Abdulsamad.
L'album comprend également une reprise d'un titre de 1974 Lovin' You de Minnie Riperton, qui atteint la 59e place au RnB Singles Chart à l'été 1992 (Shanice reprend la chanson une seconde fois sur son album Every Woman Dreams en 2006). Les deux autres singles de Shanice, I'm Cryin' et Silent Prayer (son duo avec Johnny Gill), ont également été un succès dans les classements RnB[réf. nécessaire].

## Listes des titres
| CD    | CD                                                 | CD                                                             | CD    | CD | CD | CD | CD | CD | CD |
| No    | Titre                                              | Auteur                                                         | Durée |    |    |    |    |    |    |
| ----- | -------------------------------------------------- | -------------------------------------------------------------- | ----- | -- | -- | -- | -- | -- | -- |
| 1.    | Keep Your Inner Child Alive (interlude)            | Sally Jo Dakota, Narada Michael Walden                         | 1:24  |    |    |    |    |    |    |
| 2.    | I Love Your Smile                                  | Walden, Jarvis La Rue Baker, Shanice Wilson, Sylvester Jackson | 4:19  |    |    |    |    |    |    |
| 3.    | Forever In Your Love                               | Baker, Dakota, Walden                                          | 4:46  |    |    |    |    |    |    |
| 4.    | I'm Cryin'                                         | Dakota, Walden, Wilson                                         | 5:07  |    |    |    |    |    |    |
| 5.    | I Hate To Be Lonely                                | Walden, Wilson, Louis Biancaniello                             | 6:46  |    |    |    |    |    |    |
| 6.    | Stop Cheatin' On Me                                | Baker, Walden, Wilson, Sandy Griffith, Claytoven Richardson    | 4:50  |    |    |    |    |    |    |
| 7.    | Silent Prayer (feat. Johnny Gill)                  | Walden, Jeffrey Cohen                                          | 5:03  |    |    |    |    |    |    |
| 8.    | Peace in the World                                 | Baker, Dakota, Walden, Wilson                                  | 4:26  |    |    |    |    |    |    |
| 9.    | Lovin' You (reprise d'un titre de Minnie Riperton) | Minnie Riperton, Richard Rudolph                               | 3:57  |    |    |    |    |    |    |
| 10.   | You Ain't All That                                 | Walden, Wilson, Biancaniello, Mike Mani, Hathaway Pogue        | 4:36  |    |    |    |    |    |    |
| 11.   | Shanice & Mookie Meet Homie (interlude)            | Walden, Janice Wilson                                          | 0:23  |    |    |    |    |    |    |
| 12.   | You Didn't Think I'd Come Back This Hard           | Baker, Shanice, Mani, Eric Daniels                             | 3:39  |    |    |    |    |    |    |
| 13.   | You Were The One                                   | Shanice, Crystal Wilson, Daryl Duncan, Kataya Anderson         | 5:21  |    |    |    |    |    |    |
| 14.   | I Love Your Smile (Hakeem's Mix)                   | Walden, Baker, Shanice, S. Jackson                             | 4:16  |    |    |    |    |    |    |
| 15.   | Goodnight (interlude)                              | Walden, J. Wilson                                              | 0:23  |    |    |    |    |    |    |
| 59:36 |                                                    |                                                                |       |    |    |    |    |    |    |

## Classements
| Classement (1992)      | Meilleure position |
| ---------------------- | ------------------ |
| Swiss Album Charts     | 12                 |
| Norwegian Album Charts | 16                 |
| Swedish Albums Chart   | 17                 |
| Austrian Album Charts  | 29                 |
| US Billboard 200       | 83                 |
| US Top R&B Albums      | 13                 |

Singles
| Année | Titre             | Pop | RnB |
| ----- | ----------------- | --- | --- |
| 1991  | I Love Your Smile | 2   | 1   |
| 1992  | I'm Cryin'        | –   | 11  |
| 1992  | Silent Prayer     | 31  | 4   |
| 1992  | Lovin' You        | –   | 59  |